# NGC 888
NGC 888 је елиптична галаксија у сазвежђу Часовник која се налази на NGC листи објеката дубоког неба.
Деклинација објекта је - 59° 51' 38" а ректасцензија 2h 17m 27,1s. Привидна величина (магнитуда) објекта NGC 888 износи 13,5 а фотографска магнитуда 14,5. NGC 888 је још познат и под ознакама ESO 115-2, AM 0215-600, PGC 8743.